# كميل أبو ركن
كميل أبو ركن (بالعبرية: כמיל אבו רוקון، من مواليد 1959) هو ضابط في الجيش الإسرائيلي برتبة ألوف (لواء)، يشغل منصب منسق عمليات الحكومة في المناطق.

## السيرة الذاتية
وُلد أبو ركن ونشأ في عسفيا، وهو من عائلة درزية إسرائيلية. درس في شبابه في مدرسة بيزك لتقنيي الإلكترونيات والاتصالات.
في نوفمبر 1977 التحق بالجيش وعمل في التلغراف وتخرج كضابط عمليات وتدرب كضابط في الحكومة العسكرية. خدم في الإدارة المدنية في الضفة الغربية (يهودا والسامرة)، وشغل منصب نائب الحاكم العسكري في جنين وطولكرم. وعقب اتفاق غزة أريحا، تم تعيينه للقيام بجولة مشتركة في قطاع غزة مع قوات الأمن التابعة للسلطة الفلسطينية. في منصبه التالي شغل منصب الحاكم العسكري لطولكرم. في عام 1998 رقي إلى رتبة عقيد وعين رئيساً للإدارة المدنية لهيئة التنسيق والارتباط في غزة، وأثناء المهمة أقيمت المنطقة الصناعية على معبر كارني، وفتحت معبر رفح أمام حركة المرور المدنية وافتتحت مطار ياسر عرفات، وبعد اندلاع الانتفاضة الثانية رُقي إلى رتبة عميد وعين نائباً لمنسق الأعمال الحكومية في المناطق. في أغسطس 2005 تم تعيينه رئيسًا للإدارة المدنية، وهو المنصب الذي شغله حتى يناير 2007.
في عام 2007، عين نائباً لمدير «إدارة السلام» بوزارة الخارجية. خلال الحرب على غزة 2008، تم تعيينه مرة أخرى نائبًا لمنسق العمليات في الأراضي المحتلة بشكل مؤقت. في عام 2009 عين مديرا لمديرية المعابر البرية في وزارة الدفاع  ثم رئيسا لهيئة المعابر البرية.
في 29 مارس 2018 رُقّي إلى رتبة ألوف وفي 1 ماسو تولى منصبه كمنسق لأنشطة الحكومة في المناطق،  كان هذا ثاني ضابط درزي برتبة ألوف في الجيش الإسرائيلي، بعد يوسف مشلب، وكان قائد قيادة الجبهة الداخلية ثم منسق أنشطة الحكومة في المناطق. .